# Ludwig Gruner
Wilhelm Heinrich Ludwig Gruner (* 24. Februar 1801 in Dresden; † 27. Februar 1882 ebenda) war ein Kupferstecher und Zeichner, sowie Direktor des Dresdner Königlichen Kupferstichkabinetts.

## Leben
Gruner wollte eigentlich Dekorationsmaler werden und begann seine Studien in der Malerei 1815 unter Klinger. Er schrieb sich danach bei Ephraim Gottlieb Krüger an der Dresdner Akademie ein. 1825 konnte er, unterstützt durch Gönner, an Akademie nach Mailand wechseln und unter Giuseppe Longhi und Pietro Anderloni seine Studien fortsetzen. Im Jahr 1828 begann er eine Reise, die ihn in das südliche Frankreich und nach Spanien führte, wo er dem Escorial ein dreimonatiges Studium widmete. Er kehrte 1832 zwischenzeitlich zurück, vollendete den Stich des Porträts von Anton Raphael Mengs und reiste anschließend durch England bis nach Schottland. Einige Madonnen nach Raffael sowie die Aussetzung des Mose (aus der Sammlung in Blenheim Palace) waren die Arbeiten, die ihn dort beschäftigten. Von 1836 bis 1843 lebte Gruner in Rom, wo er hauptsächlich nach Marc Anton studierte und Stiche von einer Folge von Mosaiken unter dem Titel I mosaici della cupola nella cappella Chigiana di S. Maria del Popolo in Roma inventati da Raffaelle Sanzio d’Urbino (Rom 1839) fertigte. Darauf folgten die Fresken an der Decke des Saals des Heliodor. 1842 ging Gruner aufs Neue nach England, um Zeichnungen nach den Raffaelschen Kartons im Hampton Court Palace in der Größe des Originals auszuführen. In London stand er hoch in der Gunst des Prinzgemahls Albert von Sachsen-Coburg und Gotha, für den er in den Jahren 1841 bis 1855 tätig war, und der Königin Victoria. 1845 wurde Gruner zum Kunstberater englisch art adviser der Königin ernannt. Gruner war unter anderem verantwortlich für den Erwerb von etwa 60 Gemälden und Skulpturen, er leitete die Dekorationsarbeiten für den Buckingham Palace und das Osborne House. Er entwarf auch die Pläne für das Frogmore-Mausoleum. Von 1845 bis 1848 wohnte er wiederum in Rom.
Am 2. Juli 1858 wurde er zum Direktor des Dresdener königlichen Kupferstichkabinetts ernannt, erhielt eine Professur an der Akademie und wurde Mitglied der Galeriekommission. Bereits 1863 hatte er mit dem Ankauf von wertvollen spanischen Bildern begonnen, die aus der Sammlung Louis Philippes von London aus nach Dresden gelangten. Ernst Mohn (1835–1912) war einer seiner Schüler an der Akademie. Er reiste fast in jedem Sommer nach London und hielt so seine Beziehungen nach England aufrecht. Hier war Gruner auch für die Arundel Society tätig. Seine eigene künstlerische Tätigkeit stand zumeist im Zeichen der Raffael-Verehrung und der italienischen Renaissance. Ein Augenleiden führte Mitte er 1840er Jahre dazu, dass er sich nunmehr der dekorativen Kunst zuwandte.
Für den englischen Hof lieferte er 1860 die Dekorationen zum Mausoleum der Herzogin von Kent und 1861 die Entwürfe zum Mausoleum für den Prinzen Albert. Er starb am 27. Februar 1882 in Dresden.

## Werke (Auswahl)
- Porträt des Giulio de Medici
- Mose nach Esteban Murillo

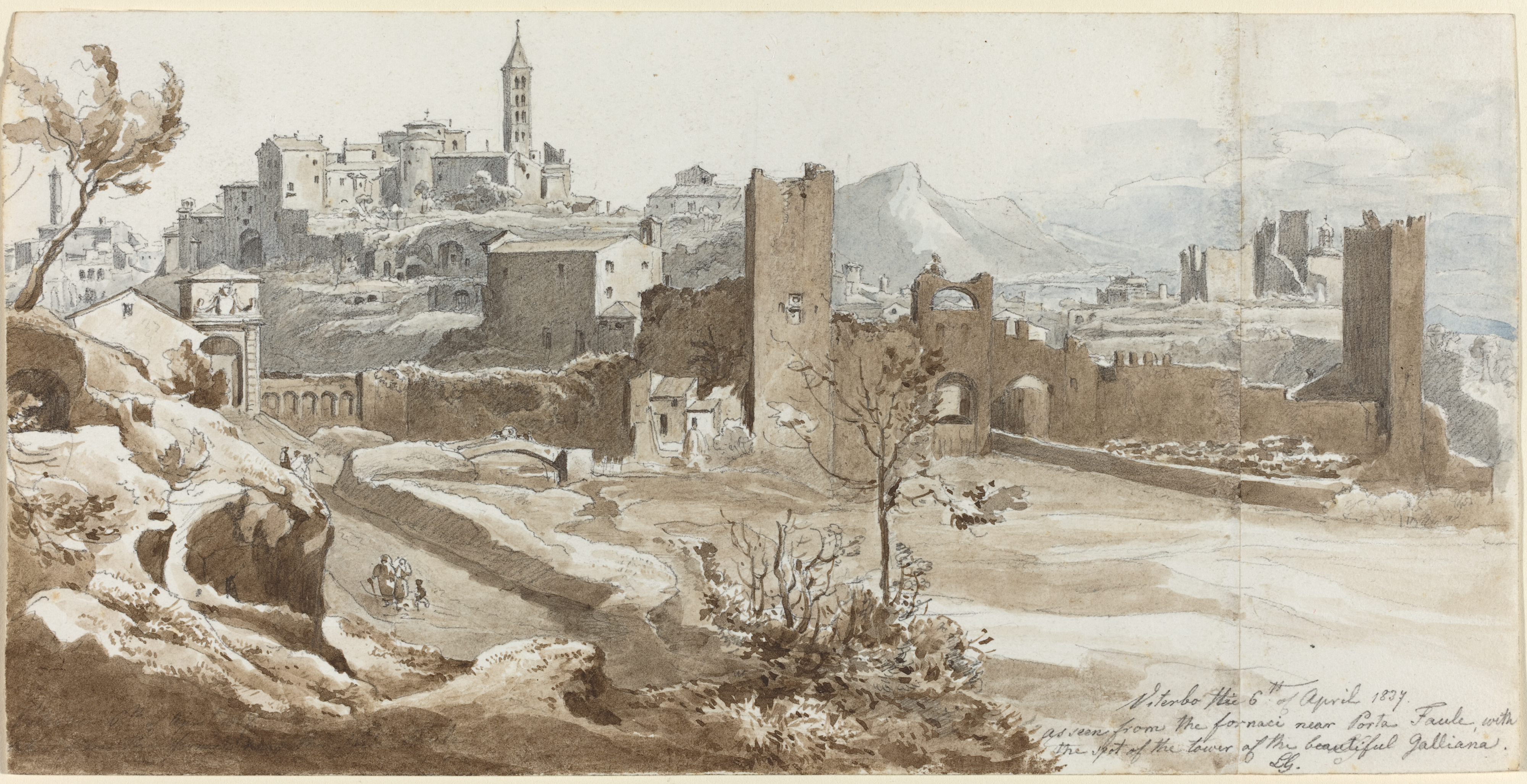
Wilhelm Heinrich Ludwig Gruner, Viterbo, 1837

- Pax vobiscum nach Raffaels Bild im Besitz des Grafen P. Tosi zu Brescia.
- Stich nach dem Traum des Ritters von Raffael in der Nationalgalerie London.
- Christus am Ölberg nach Raffael in der Nationalgalerie London.
- Almosenverteilung des heiligen Lorenz aus der Fiesolekapelle im Vatikan.
- Raffael-Karyatiden aus dem Vatikan 1852 (15 Blätter).

Schriften
- The decorations of the garden pavilion in the grounds of Buckingham Palace. London 1846, doi:10.11588/diglit.33817.
- Specimens of ornamental art selected from the best models of the classical epochs. 1850 (Im Auftrag der britischen Regierung für die Kunstanstalten erstelltes Buch mit Vorlegeblättern in Farbendruck nach den besten Mustern Italiens).
- Fresco decorations and stuccoes of churches & palaces in Italy during the fifteenth & sixteenth centuries with descriptions. Thomas Mc Lean, London 1854 (englisch, archive.org).
- Adolf Gutbier, Wilhelm Lübke: Rafael-Werk: sämmtliche Tafelbilder und Fresken des Meisters in Nachbildungen nach Kupferstichen und Photographien. Adolf Gutbier, Dresden 1875 (Mit Stichen von Gruner, archive.org).

Als Direktor am königlichen Kupferstichkabinett veröffentlichte Werke:
- Die Basreliefs an der Vorderseite des Doms von Orvieto, Marmor-Bildwerke der Schule der Pisaner. Leipzig 1858 (Text von Braun);
- „Lo Scaffale“, or presses in the sacristy of the church of Sta Maria delle Grazie at Milano. Illustrations of the painted decorations by Bernardino Luini. London 1859–1860.
- Verzeichniss der im Königlichen Museum zu Dresden aufgestellten Original-Zeichnungen alter und neuer Meister. C. C. Meinhold & Söhne, Dresden 1862 (books.google.de).
- The Green Vaults Dresden, illustrations of the choicests works in that museum of art. C. C. Weinhold and sons, Dresden 1862 (archive.org).
- The Terracotta architecture of North Italy: (XIIth-XV centuries); pourtrayed as examples for imitation in other countries; from careful drawings and restorations. John Murray, London 1867 (archive.org).